# KNYE

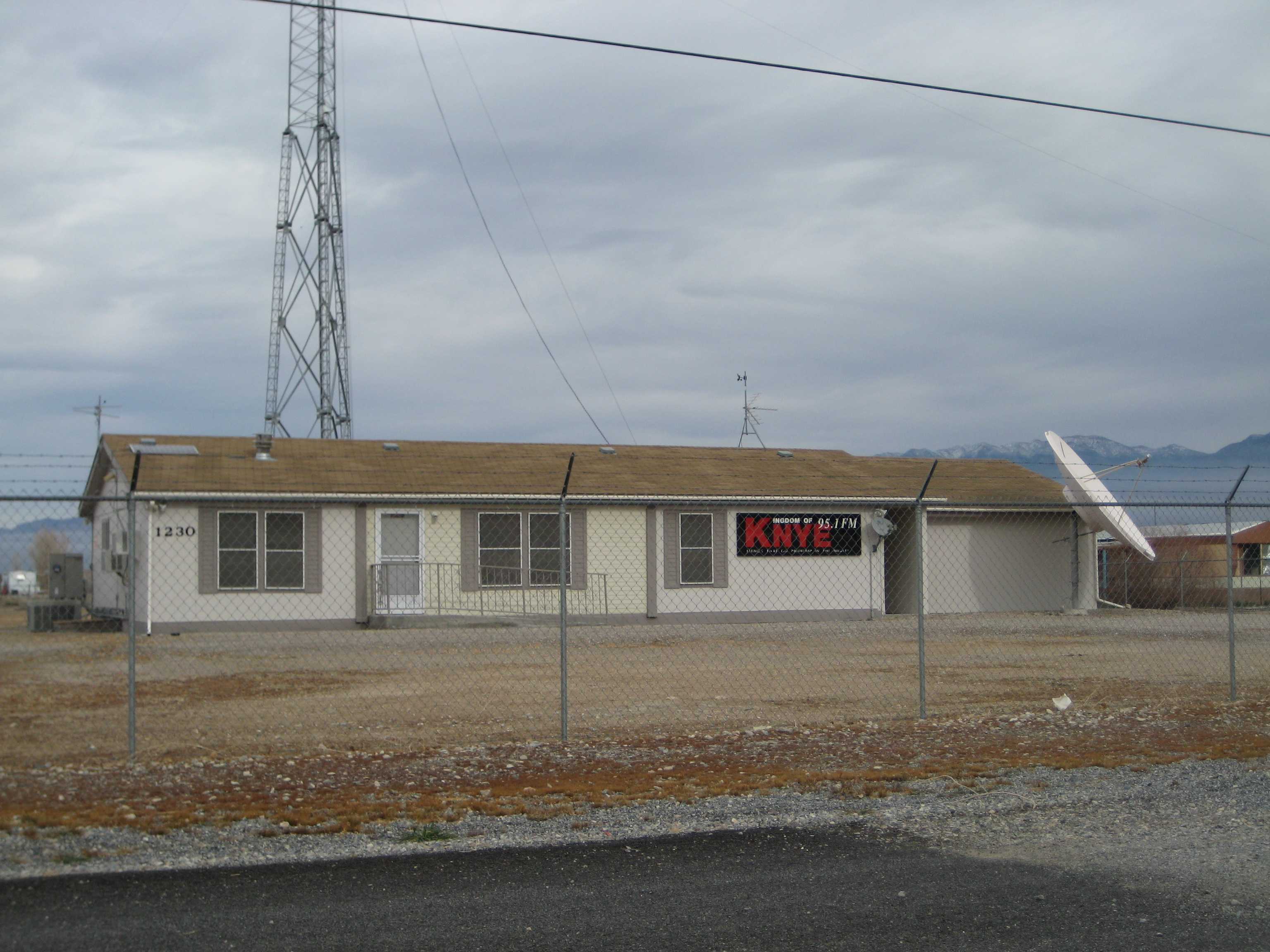
Estación de radio KNYE

KNYE es una emisora de radio estadounidense situada en Pahrump, en el Condado de Nye (Nevada). La emisora reproduce una mezcla ecléctica de música pop casi todo el día. Coast to Coast AM se escucha en la cadena de KNYE todas las noches desde las 10 de la noche hasta la 6 de la mañana (hora del Pacífico). Las señales se reciben a 95 km al este de Las Vegas y a 48 km al oeste del Valle de la Muerte. El 29 de mayo de 2008, Art Bell, antiguo presentador de Coast to Coast AM, vendió KNYE a Karen Jackson por 600.000 dólares.

## Páginas externas
- KNYE 95.1 The Kingdom Of Nye - Official Site

- Datos: Q9016977